# 모리 히데카네

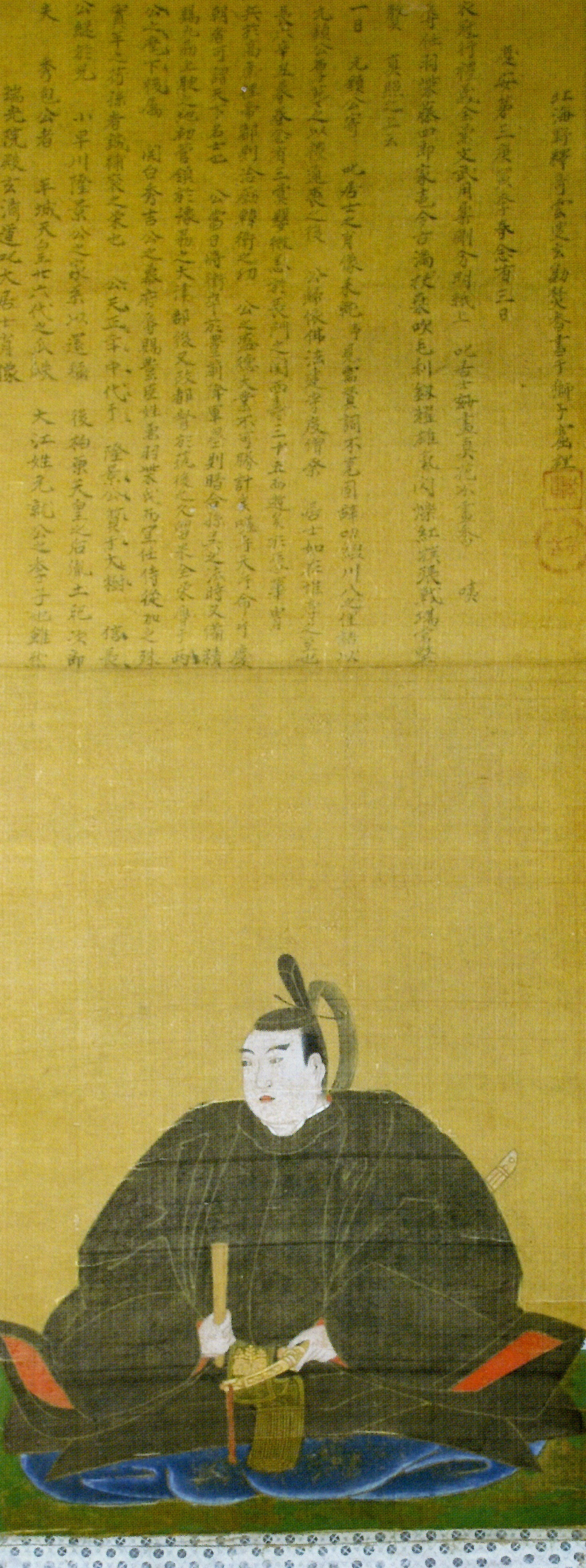
모리 히데카네

모리 히데카네 / 고바야카와 히데카네(일본어: 毛利秀包, 小早川秀包, 1567년 ~ 1601년 4월 24일)는 센고쿠 시대의 무장, 다이묘이다.

## 생애
1567년 모리 모토나리(毛利元就)의 9남으로 태어났다. 태어나기 전에 이미 맏형 모리 다카모토는 죽은 뒤였다. 1571년 빈고 영지를 받게 되지만, 같은 해 5월 같은 빈고 국의 토착 영주 오타 에이쓰나(大田英綱)가 죽자, 그 유신들의 간청에 의해 오타씨의 후계자가 되어, 오타 모토쓰나(大田元綱)라고 칭한다. 그리고 1579년 모친 노미노오카타(乃美大方)가 고바야카와(小早川氏)씨의 방계 노미(乃美)씨 출신이라는 인연도 있어서, 형인 고바야카와 다카카게의 양자가 되어, 성인식 뒤에는 고바야카와 모토후사(小早川元総)라 칭한다.
오사카의 도요토미 히데요시에게 인질로 보내졌을 때, 「히데(秀)」와「도(藤)」라는 두 자를 받아 도지로 히데카네(藤四郎秀包)로 개명한다. 인질이지만, 행동에 제약을 받은 것은 아니어서, 1584년 고마키·나가쿠테 전투에 히데요시를 따라 출진한다. 생모 노미노오카타는 히데요시의 아래에 있는 히데카네를 크게 걱정하여, 조기 귀환할 수 있도록 히데요시에게 잘 부탁해 달라고 모리 데루모토에게 호소했다고 한다.

### 다이묘 발탁
히데카네는 히데요시가 귀여워하여, 대우받았다. 1585년 가와치 1만석을 받고, 그 다음에 시코쿠 정벌(四国征伐) 때 가네코 모토하루(金子元春)가 지키는 이요 가네코성(金子城)을 공략하여, 후에 이요 우와군(宇和郡) 오쓰성(大津城) 3만 5천 석을 받았다. 1586년에 시작된 규슈 정벌(九州征伐)에서는 양부를 따라 부젠 가와라다케성(香春嶽城)을 공격하여, 전후 다카카게가 지쿠젠과 지쿠고를 다스리게 되자, 지쿠고국 3군 7만 5천 석을 받았다. 1587년에는 구루메성(久留米城)을 축성하여, 거성으로 삼았다.
그리고 히고 고쿠진 잇키 토벌의 총대장으로 출진하여, 와니 지카자네(和仁親実) 형제 등이 농성하고 있던 다나카성(田中城)을 공략하여, 다치바나 무네시게와 함께 전공을 올려, 의형제의 연을 맺었다. 이 두 사람은 1589년 시종(侍従)에 서임되어, 히데카네는 하시바 구루메 시종(羽柴久留米侍従)이라고 불리게 되었다.
구루메 성을 거성으로 삼은 뒤에는 오토모 소린의 딸을 처로 맞은 인연도 있어서, 세례를 받는다. 세례명은 시마오(Simao). 그 뒤에는 기리시탄 다이묘로서의 활동이 눈에 띄게 된다. 1591년 고라야마(高良山)의 주지 린케이(麟圭) 부자를 모살하고 성 아래에 천주당을 건설, 크리스트교 신자가 7,000명이 넘었다고 한다. 무엇보다, 린케이 부자를 죽인 것은 종교 대립 때문이 아니라, 순수한 무력 항쟁의 결과였다. 나중에 히데카네는 린케이의 막내 아들 히데토라마루(秀虎丸)를 불러 내어 고라야마의 주지 손노(尊能)로 삼았다.

### 임진왜란
1592년 시작된 임진왜란에서는 1,500명의 병사를 이끌고 조선으로 출병. 전라도 공략 때, 대고성(大鼓城) 공성에서 전공을 세웠다. 벽제관 전투에서는 다카카게, 무네시게와 함께 명나라군을 격파했다. 그 전공으로 원래 영지 구루메 7만 5천석에 5만 5천석을 더 받아 13만석이 되고, 지쿠고노카미(筑後守)에 서임된다.
또 제 2차 진주성 전투에서는 명나라 장수 유정이 성주 일대로 수만의 조선군·명군을 결집시켜, 수하의 임호(琳虎)에게 수만기를 주어 진주성을 공략하려고 했으나, 히데카네는 무네시게와 4,000의 병사로 이를 격퇴했다고 한다.《징비록》(懲毖録)에는 이 때 명군은 움직이지 않았다고 되어 있어, 이 전투에는 의문점이 있다.
1594년 기노시타 히데토시(木下秀俊) (후의 고바야카와 히데아키)가 다카카게의 양자가 되었기 때문에 폐적되어, 별가를 창설한다. 1597년부터 정유재란에도 참전하여, 크게 활약했다.

### 세키가하라 전투
1600년 세키가하라 전투에서는 서군에 가담하여, 8월 오사카성 다마쓰쿠리구치(玉造口)를 수비했다. 9월 3일에는 교고쿠 다카쓰구가 농성하고 있던 오쓰성(大津城)을 형인 스에쓰구 모토야스와 다치바나 무네시게 등과 함께 공격하여, 부장 6명을 잃고 중신 3명이 중상을 입는 큰 손해를 입으면서도 낙성시켰다. 그러나 고바야카와 히데아키의 배반과 깃카와 히로이에의 기회주의적인 태도에 의해 서군이 패배하였기 때문에, 오쓰 성에서 퇴각하여 오사카 성으로 귀환했다.
이 때 영지에서도 전투가 벌어지고 있어, 10월 14일에 구루메성은 구로다 요시타카와 나베시마 나오시게가 이끄는 37,000의 군세에 의해 공격받고 있었다. 성 안에는 가쓰라 히로시게(桂広繁), 시라이 가게토시(白井景俊) 이하 겨우 500명의 병사 밖에 남아있지 않았지만, 몇 일간 성에서 버텨낸 뒤, 두 사람은 개성권고에 응하여 성을 내준다. 히데카네의 정실 가쓰라히메(桂姫)와 적남 모리 모토시게(毛利元鎮)는 구로다가의 인질로, 가쓰라 히로시게의 4남 구로주마루(黒寿丸)는 나베시마씨의 인질이 되었다.
전후 가쓰라씨는 가이에키 당하여, 모리 데루모토로부터 나가토 내에 영지를 받는다. 이 때, 고바야카와 히데아키의 배반에 대한 비난을 피하기 위해, 고바야카와성을 버리고 모리성으로 돌아온다. 다이토쿠 사에서 삭발하고 겐사이도시쓰(玄済道叱)라 칭했다. 귀국 뒤 건강이 악화되어, 나가토 아카마가세키(赤間関)의 미야모토 지로(宮元二郎)의 관에서 요양했으나, 다음해 1601년 35세의 젊은 나이로 병사. 유해는 당시 히데카네의 지행지로, 관이 있었다고 전해지는 지금의 야마구치현 시모노세키시 호호쿠정(豊北町) 다키베(滝部)에 안치되었다. 후에 구루메에 히데카네를 모시는 고바야카와 신사가 세워졌다.
아들 모토시게는 요시키 모리가(吉敷毛利家)의 시조가 되었다.
| 전임 (고바야카와 다카카게) | 제1대 구루메 고바야카와씨 당주 | 후임 고바야카와 요쿠히사 |

| 전임 고바야카와 다카카게 | 제2대 요시키 모리가 당주 ? ~ 1601년 | 후임 모리 모토시게 |